# Język bunak
Język bunak (a. buna, buna’, bunake, bunaq), także: gae’, marae – język papuaski używany przez lud Bunak, zamieszkujący wyspę Timor (kabupaten Belu w Timorze Zachodnim oraz dystrykty Cova-Lima i Bobonaro w Timorze Wschodnim). Według danych z 2010 roku posługuje się nim 76 tys. osób (55 tys. w Timorze Wschodnim, 21 tys. w Indonezji).
Należy do rodziny transnowogwinejskiej, a konkretniej do grupy timor-alor-pantar, nie jest zatem spokrewniony z językiem tetum (tetun) ani indonezyjskim. Nie wykazuje też szczególnie bliskich związków z innymi językami. Tworzy samodzielną gałąź języków timor-alor-pantar. Występują silne wpływy języków austronezyjskich.
Samodzielny rozwój wraz z wpływami obcymi doprowadził do zatarcia śladów jego pokrewieństwa z pozostałymi papuaskimi językami Timoru (makasai, makalero i fataluku).
Ludność Bunak żyje w rozproszeniu wśród różnych społeczności językowych. Wyróżnia się dialekty: południowo-zachodni, lamaknen, północno-wschodni, ainaro, manufahi. Marae to nazwa nadana przez lud Tetum. 
Wśród grupy etnicznej Bunak częsta jest wielojęzyczność, przy czym stopień użycia różnych języków różni się w zależności od lokalizacji. Odnotowano, że w Timorze Zachodnim bunak zaczął być wypierany przez inne języki. W Timorze Zachodnim wzrosło znaczenie indonezyjskiego języka narodowego i miejscowych odmian malajskiego, zarówno na terenach wiejskich, jak i w mieście Atambua. W wielu wsiach używany jest również język tetum (tetun terik), który dominuje na poziomie lokalnym. W Timorze Wschodnim bunak pozostaje w stosunkowo powszechnym użyciu, choć dużą rolę społeczną odgrywa również tetun dili (krajowa lingua franca). W niektórych miejscowościach znany jest także język mambae. Na terenie Ainaro i Manufahi bunak został poddany znacznym wpływom mambae.
Sporządzono opis jego gramatyki (2009, 2022) . Jest zapisywany alfabetem łacińskim. Materiały drukowane w języku bunak, podobnie jak w przypadku wielu innych języków Timoru Wschodniego, wydawane są rzadko.